# Коковка
Коковка — деревня в Плесецком районе Архангельской области России. Входит в состав Конёвского сельского поселения.

## География
Деревня находится в западной части Архангельской области, в пределах северо-таёжного лесного района таёжной зоны, на правом берегу реки Онеги, при автодороге А215, на расстоянии примерно 63 километров (по прямой) к юго-западу от Плесецка, административного центра района.
Часовой пояс
Коковка, как и вся Архангельская область, находится в часовой зоне МСК (московское время). Смещение применяемого времени относительно UTC составляет +3:00.

## Население
| 2002 | 2010 | 2012 |
| ---- | ---- | ---- |
| 333  | ↘317 | ↘298 |

Национальный состав
Согласно результатам переписи 2002 года, в национальной структуре населения русские составляли 95 %.